# Demoticus signatipalpis
Demoticus signatipalpis là một loài ruồi trong họ Tachinidae.